# Markus Obernosterer
Markus Obernosterer (* 14. April 1990 in Innsbruck) ist ein österreichischer Fußballspieler.

## Karriere

### Verein
Obernosterer begann seine Karriere in der Jugend des SV Völs. Ab 2001 lief er für den Innsbrucker AC auf, ehe er 2005 ins Bundesnachwuchszentrum Tirol aufgenommen wurde. Dort entwickelte er sich zu einem der besten Spieler seines Jahrgangs und erzielte in 62 Spielen 23 Treffer für das BNZ.
Im Winter 2008 gab er daraufhin als Siebzehnjähriger, während des Salzburger Hallencups, sein Debüt für den BNZ-Nahen FC Wacker Innsbruck.
Im Juni 2008 unterschrieb er in Folge bei Wacker seinen ersten Profivertrag, die ihn gemeinsam mit Fabian Koch aus dem BNZ verpflichteten. Nachdem er daraufhin die gesamte Saisonvorbereitung der Tiroler absolviert hatte und als Zukunftshoffnung im Mittelfeld präsentiert wurde, zog er sich kurz vor Saisonbeginn eine folgenschwere Verletzung zu. Als Moped-Beifahrer war er in einen Unfall verwickelt, bei dem er sich eine starke Kniegelenksprellung und einen Kreuzbandriss zuzog. In Folge fiel er die gesamte Hinrunde der Spielzeit 2008/09 verletzungsbedingt aus.
Am 28. März 2009 feierte er sein lang erwartetes Debüt in der Ersten Liga, während des 1:2-Auswärtssieges gegen den DSV Leoben. Er kam in Spielminute 58 für Samuel Koejoe ins Spiel. Insgesamt absolvierte er bis zum Saisonende elf Ligaspiele ohne Torerfolg, davon lediglich eines über die vollen 90 Spielminuten.
Am Beginn der Spielzeit 2009/10 zog er sich abermals eine Verletzung zu, woraufhin er das interne Duell um einen Stammplatz gegen Thomas Löffler verlor. In Folge absolvierte er 20 Saisonspiele für Wacker, davon lediglich drei von Beginn an. Mit dem Verein feierte er am Ende der Saison mit zwei Punkten Vorsprung auf den FC Admira Wacker Mödling den Meistertitel in der österreichischen Ersten Liga und stieg somit mit dem Team in die Bundesliga auf.
Noch während der Schlussphase der Saison im Mai 2010 absolvierte er auf Geheiß der Vereinsführung ein Probetraining beim deutschen Zweitligisten Energie Cottbus. Dies sorgte für Missstimmung zwischen dem Verein und der sportlichen Leitung, in Form von Sportdirektor Oliver Prudlo und Trainer Walter Kogler, die ihr Veto gegen das Fehlen des Spielers einlegten.
Obernosterer kam in einem Testspiel für Cottbus zum Einsatz und erzielte dabei ein Tor. In Folge wurde er jedoch wieder aufgrund der geringen Testmöglichkeiten zurückgeschickt, woraufhin der Wechsel gescheitert schien. Anfang Juni wurde die Vertragsverlängerung des Spielers bis 2011 mit Option auf 2 weitere Jahre bekannt gegeben, ehe am 23. Juni 2010 überraschend eine Stellungnahme des Vereins publiziert wurde, in der man bekanntgab, den Spieler aus finanziellen Gründen die Freigabe für einen Wechsel zu erteilen. Selbst Trainer Kogler zeigte sich überrascht und gab an, angewiesen worden zu sein nicht mehr mit Obernosterer zu planen. Grund wurde ihm keiner mitgeteilt. Fünf Tage später wurde bekannt, dass sich Obernosterer abermals im Probetraining bei Cottbus befinden würde. Am 20. Juli 2010 gab Cottbus die leihweise Verpflichtung des Tirolers bekannt. Nachdem er in Cottbus nur in der zweiten Mannschaft eingesetzt worden war, schloss er sich 2011 der WSG Swarovski Wattens an.
Zur Saison 2014/15 wechselte Obernosterer zur zweiten Mannschaft des VfB Stuttgart. Ein Jahr später schloss er sich der SV Elversberg an. Nach zwei Jahren an der Kaiserlinde schloss sich Obernosterer dem Ligakonkurrenten 1. FC Saarbrücken an. Dort unterzeichnete er einen bis zum 30. Juni 2019 gültigen Kontrakt. Anschließend wechselte er zu den fünftklassigen Stuttgarter Kickers. Nach dem Regionalligaaufstieg mit dem Team 2023 verließ er die Kickers.
Zur Saison 2023/24 wechselte er dann zum württembergische Verbandsligisten Calcio Leinfelden-Echterdingen.

### Nationalmannschaft
Obernosterer kam ab der U-16 in diversen Jugendnationalmannschaften zum Einsatz. Insgesamt lief er bisher siebzehn Mal (Stand: April 2010) für Österreich auf Internationaler Ebene auf.
Sein letztes Nationalmannschaftsspiel bestritt er am 17. November 2009 beim 1:0-Sieg der österreichischen U-20 im Freundschaftsspiel gegen Italien.

## Erfolge
- Österreichischer Zweitligameister: 2010
- Saarlandpokalsieger: 2019
- WFV-Pokalsieger: 2022